# Circeaster helenae
Circeaster helenae är en sjöstjärneart som beskrevs av Mah 2006. Circeaster helenae ingår i släktet Circeaster och familjen ledsjöstjärnor. Inga underarter finns listade i Catalogue of Life.